# Anne de Beaujeu

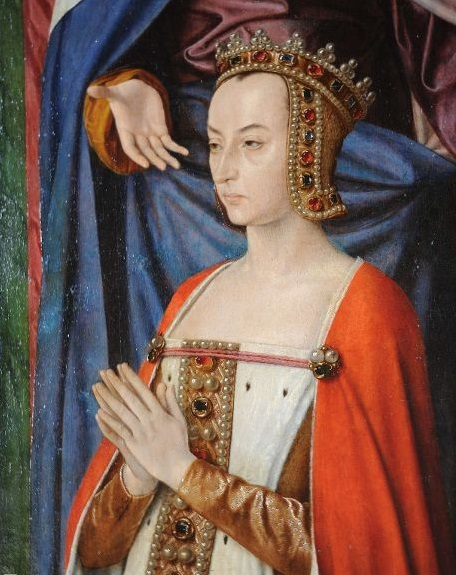
Anne de Beaujeu, um 1498

Anne de Beaujeu, auch Anne de France, (* April 1461 in Genappe; † 14. November 1522 in Chantelle) war eine französische Herzogin und Autorin. Sie war das dritte Kind und die älteste überlebende Tochter des französischen Königs Ludwig XI. und dessen zweiter Frau Charlotte von Savoyen. Sie war Herzogin von Bourbon (Duchesse de Bourbon) und amtierte von 1483 bis 1491 als Regentin von Frankreich für ihren noch minderjährigen Bruder Karl VIII. Dabei verteidigte sie erfolgreich ihre Ausübung der Regentschaft gegen rivalisierende Ansprüche anderer Hochadliger, insbesondere des Herzogs von Orléans (des nachmaligen Königs Ludwig XII.) sowie die Einheit des Reichs gegen aufständische Aristokraten, die im Guerre folle („Verrückter Krieg“) 1488 den königlichen Truppen unterlagen. Auch gehörte zu den Leistungen ihrer Regentschaft die Vorbereitung der Annexion der Bretagne an Frankreich. Nach ihrem Rückzug als Regentin verwaltete Anne gemeinsam mit ihrem Gatten Pierre de Beaujeu ihre bourbonischen Territorien, zu denen das Bourbonnais gehörte. Nach dem Tod ihres Gemahls 1503 regierte sie ihre Herrschaften als Vormund ihrer einzigen Tochter Suzanne. Im Gegensatz zu ihrer Rolle als Regentin Frankreichs verteidigte sie als Feudalherrin energisch die Rechte ihres Hauses gegen Ansprüche des Königtums. Ihre Tochter Suzanne starb bereits ein Jahr vor ihr.

## Leben

### Abstammung; frühes Leben; Heirat
Ludwig XI. lebte als Dauphin im Exil im Reich des burgundischen Herzogs Philipp des Guten, als seine Tochter Anne im April 1461 zur Welt kam. Nach dem kurz darauf im Juli 1461 erfolgten Tod seines Vaters Karl VII. kehrte er nach Frankreich zurück und wurde neuer König. Als Anne noch im Kindesalter stand, machte ihr Vater bereits Pläne für ihre Verheiratung. 1466/67 verlobte er sie mit Nicolas, Marquis von Pont-à-Mousson und späterer Herzog von Lothringen. Im Mai 1470 übertrug Ludwig XI. ihr die Vizegrafschaft Thouars und andere Gebiete im Poitou. Nicolas löste die Verlobung jedoch wieder auf, als er auf die Seite des burgundischen Herzogs Karl des Kühnen trat, und starb unerwartet im Juli 1473. Die 13-jährige Anne wurde daraufhin nach dem Abschluss eines neuen Ehekontrakts (3. November 1473) von ihrem Vater 1474 mit dem 22 Jahre älteren Pierre de Beaujeu verheiratet, dem späteren Herzog von Bourbon. Als Mitgift gab Ludwig XI. seiner Tochter 100.000 Goldtaler. Durch diese Eheverbindung wollte er das mächtige Haus Bourbon an sich binden. Die einzige Tochter des Paares war Suzanne de Bourbon-Beaujeu.

### Regentin

#### Durchsetzung der Regentschaft
Beim Tod Ludwigs XI. am 30. August 1483 war dessen Sohn und Nachfolger Karl VIII., der letzte König aus der Hauptlinie des Hauses Valois, erst 13-jährig und damit noch nicht regierungsfähig. Die Regentschaft Frankreichs hatte Ludwig XI. mit der Übergabe seines Sohns de facto seiner Tochter Anne und deren Gatten Pierre de Beaujeu anvertraut. Allerdings war diese Machtübertragung nicht gesetzlich verbindlich. Anne scheint in ihrer Ehe trotz ihres jungen Alters die dominante Rolle gespielt und entsprechend den maßgeblichen Einfluss auf die damalige französische Politik gehabt zu haben. Der Hauptkonkurrent des Ehepaars Beaujeu bezüglich der Herrschaftsausübung im Namen des minderjährigen Königs war Ludwig von Orléans. Dieser entstammte einer Nebenlinie der Valois und war ein Schwager Karls VIII. Als Prinz von Geblüt war er nach Karl der nächste Anwärter auf die Krone, die ihm 1498 bei seiner Thronbesteigung als Ludwig XII. tatsächlich zufiel.
Zur Regierungszeit Ludwigs XI. war die Zentralmacht des Königs nach dem Hundertjährigen Krieg gegenüber diversen mächtigen Adligen nicht sehr stark gefestigt; manche Regionen wie die Bretagne und Burgund waren de facto unabhängig. Ludwig XI. hatte aber verstanden, sein Königreich zusammenzuhalten. Anne bemühte sich während ihrer Regentschaft gemeinsam mit ihrem Gatten erfolgreich, die königliche Autorität und die Einheit des Reichs weiterhin aufrechtzuerhalten. Der im 16. Jahrhundert lebende Biograph Brantôme bezeichnete Anne als kluge und talentierte Frau sowie als wahres Ebenbild ihres Vaters. Einige Favoriten Ludwigs XI. mussten indessen fallengelassen werden, so Olivier le Daim, der im Mai 1484 gehängt wurde, und Philippe de Commynes, der einen Teil seines Besitzes verlor. Auch hatte Anne zunächst einen gewissen Teil der Macht an oppositionelle Adlige wie den Herzog von Orléans und den Comte de Dunois abzugeben.
Zur Festlegung der politischen Leitlinien für die kommenden Jahre wurde für Januar 1484 eine Versammlung der Generalstände in Tours einberufen. Die Beaujeu konnten im königlichen Rat einen neuen Wahlmodus für diese Versammlung durchsetzen, durch den die Vertreter des Dritten Standes die dominante Gruppierung wurden. Diese unterstützten die politischen Ziele von Anne und ihrem Gemahl. Der Herzog von Orléans bemühte sich vergeblich, die Leitung der Regierung zu erhalten. Durch das Versprechen einer starken Senkung der Steuerlast wurde die Ständeversammlung dafür gewonnen, die Machtstellung der Beaujeu de facto fortzuschreiben. Zwar wurde dem Herzog von Orléans zugestanden, dass ihm – und nach ihm an zweiter Stelle dem Herzog von Bourbon – im Fall der Abwesenheit Karls VIII. der Vorsitz im königlichen Rat zukam. Karl VIII. befand sich aber weiterhin unter der Aufsicht der Beaujeu; und Anne sorgte dafür, dass ihr zehn Jahre jüngerer königlicher Bruder, auf den sie großen Einfluss ausübte, stets den Vorsitz im Rat führte. Anne blieb damit Regentin Frankreichs und war hierdurch eine der mächtigsten Frauen im späten 15. Jahrhundert. Die Beaujeu erreichten auch die Aufnahme ihnen wohlgesonnener Männer wie Philippe Pot in den königlichen Rat.
Am 30. Mai 1484 nahm Ludwig von Orléans an der Krönung Karls VIII. in Reims teil. Er gewann damals die Gunst des jungen Königs, doch Anne entzog Karl dem Einfluss des Herzogs, indem sie ihren Bruder von Paris vorübergehend nach Malesherbes und später nach Montargis umsiedelte. Trotz seiner Krönung und dem Erreichen der rechtlichen Mündigkeit mit der Vollendung seines 14. Lebensjahrs blieb Karl VIII. weiterhin von seiner älteren Schwester und deren Gatten abhängig. Der Herzog von Orléans verbündete sich zur Stärkung seiner Position mit dem Herzog Franz II. von der Bretagne. Im Januar 1485 erschien er mit dem Grafen von Dunois in der Hauptstadt und klagte Anne vor dem Parlement de Paris der Usurpation der Regentschaft und der Planung seiner Ermordung an. Das Parlement leitete in dieser Sache aber kein Verfahren ein. Dann versuchte Ludwig von Orléans erfolglos, die Pariser Universität für sich zu gewinnen und eine erneute Einberufung der Generalständeversammlung zu erreichen. Anne schickte ein Truppenaufgebot nach Paris, dem beinahe die Festnahme von Orléans und Dunois gelang. Beide flohen nach Alençon in der Normandie.

#### Guerre folle
In der Folge versuchte Ludwig von Orléans seine Ansprüche durch einen bewaffneten Kampf gegen die Truppen der königlichen Regentschaftsregierung durchzusetzen. Damit begann die erste Phase des Guerre folle („Verrückter Krieg“). Der Herzog von Orléans gewann weitere Verbündete in Alain d’Albret, dem Grafen Karl von Angoulême, dem Erzherzog Maximilian und dem englischen König Richard III. Doch Anne und ihrem Gatten stand ein schlag-kräftiges, von Louis II. de La Trémoille und anderen königstreuen Feldherren befehligtes Heer zur Verfügung; außerdem gelang ihnen rasch die Sprengung der feindlichen Allianzen. Gegen Erzherzog Maximilian, der in den Burgundischen Erbfolgekrieg verwickelt war, unterstützten sie die aufständischen Flamen. Ferner erlaubten die Beaujeu Heinrich Tudor, Truppen in der Normandie anzuwerben, um ihm eine Invasion in England zu ermöglichen. Richard III. kämpfte am 22. August 1485 in der Schlacht von Bosworth gegen die Truppen Heinrichs VII. und fiel. Ein weiterer Helfer des Herzogs von Orléans und Günstling des Herzogs der Bretagne, der Großschatzmeister Pierre Landais, hatte Pläne zum Sturz der Beaujeu geschmiedet; er wurde auf Betreiben gegnerischer Adliger im Juli 1485 gehängt. Als im September 1485 die königlichen Streitkräfte die Festungen des Herzogs von Orléans an der Loire besetzten, unterwarf sich dieser schließlich. Der Graf von Dunois, ein wichtiger Ratgeber Ludwigs von Orléans, wurde nach Asti verbannt. Alain d’Albret und der Graf von Angoulême unterwarfen sich, ebenso wie im Oktober 1485 der Herzog der Bretagne mit Abschluss des Vertrages von Ancenis.
Anne de Beaujeu bemühte sich, den durch die weiterhin bestehende Unzufriedenheit oppositioneller Adliger drohenden Wiederausbruch des Kriegs zumindest zu verzögern. Als sie aber im Herbst 1486 Karl VIII. veranlasste, per Edikt die Provence für die Domaine royal zu annektieren, beschleunigte diese Maßnahme das Wiederaufflammen des Krieges. Der nach Frankreich zurückgekehrte Graf von Dunois eroberte im November 1486 die Burg von Parthenay. Adlige im Süden und Westen Frankreichs revoltierten. Durch Vermittlung von Commynes gelang es dem mittlerweile zum römisch-deutschen König aufgestiegenen Maximilian, den Herzog Jean II. de Bourbon und den Herzog René II. von Lothringen auf seine Seite zu ziehen. Anne konnte aber die Herzöge durch Konzessionen rasch zurückgewinnen. Indessen trat auch der Herzog der Bretagne erneut auf die Seite der Gegner der Beaujeu; und Ludwig von Orléans entkam im Januar 1487 aus dem Schloss Blois in die Bretagne. Anne ließ Commynes, die Bischöfe von Montauban und Périgueux sowie andere Gegner gefangen setzen. Eine königliche Armee rückte in den Südwesten Frankreichs ein; und Annes Ehemann wurde im März 1487 Gouverneur von Guyenne. Dunois wurde aus Parthenay vertrieben und floh zu Orléans nach Nantes. Eine königliche Armee drang auf Befehl der Regentin in Verfolgung der rebellischen Prinzen in die Bretagne ein. Dort schloss sie im März 1487 den Vertrag von Châteaubriant mit einer Gruppe bretonischer Adliger, die mit den Gunsterweisen ihres Königs Franz II. gegenüber dem Herzog von Orléans und anderen französischen Flüchtlingen unzufrieden war.
In diesem Vertrag verpflichtete sich Anne, nur 4000 Soldaten in die Bretagne zu entsenden. Sie schickte aber im Mai 1487 fast 15.000 Mann in diese Region, die mehrere Festungen eroberten. Inzwischen war Alain d’Albret, der mit einem Heer dem Herzog von Orléans zu Hilfe kommen wollte, in Nontron im Périgord zur Kapitulation gezwungen worden. Anne und Karl VIII. hielten sich zu dieser Zeit des Feldzugs in Angers, Laval, Ancenis und anderen Orten nahe der Grenze zur Bretagne auf. Nach der Beendigung der Militäroperationen führte die Regentin ihren königlichen Bruder im Herbst 1487 über Rouen nach Paris zurück. Auf dem Weg in die Hauptstadt hatte der Graf von Comminges für sich und die rebellischen Adligen um Erlaubnis zur Rückkehr nach Frankreich ersucht, wofür sie sich ruhig zu verhalten versprachen. Anne erreichte die Ablehnung dieser Bitte, womit sie auch das Ziel der unzufriedenen bretonischen Adligen, nämlich die Abreise des Herzogs von Orléans und der mit ihm verbündeten Adligen aus der Bretagne, torpedierte. Hierdurch entzweite sich die Regentin mit diesen bretonischen Adligen, die sich wieder mit ihrem Herzog Franz II. versöhnten.
Im Januar 1488 erklärte das Parlement de Paris die Herzöge von Orléans und Bretagne zu Rebellen. Ferner wurde u. a. Philippe de Commynes zu einer Haftstrafe verurteilt, die er teilweise in einem Eisenkäfig in Loches absitzen musste. Anne begab sich dann mit dem König nach Tours und sandte eine starke Armee unter Louis II. de La Trémoille gegen die Bretagne. Auf Betreiben französischer Agenten wurde unterdessen König Maximilian I. im Februar 1488 von den Flamen in der Craenenburg in Brügge eingekerkert. Vor dem Beginn des bretonischen Feldzugs starb Jean II. de Bourbon am 1. April 1488 und ihm folgte sein jüngerer Bruder als Herzog Charles II. de Bourbon. Die Regentin sicherte die zum Familienerbe ihres Gatten gehörigen Festungen des Bourbonnais; Charles musste noch im April 1488 abdanken und sein jüngerer Bruder, Annes Ehemann Pierre de Beaujeu, wurde neuer Herzog von Bourbon. Der Feldzug gegen die Bretagne endete mit dem entscheidenden Sieg des königlichen Heeres in der Schlacht bei Saint-Aubin-du-Cormier (28. Juli 1488) über die Bretonen und deren Verbündeten. Der Fürst von Orange und Herzog Ludwig von Orléans gerieten in Gefangenschaft und wurden interniert. Der Frieden zwischen König Karl VIII. und Franz II. von der Bretagne wurde am 19. August 1488 durch den Vertrag von Sablé geschlossen, in dem sich der bretonische Herzog u. a. verpflichtete, seine Töchter nicht ohne die Zustimmung des Königs zu verheiraten. Dies war Anne ein besonderes Anliegen.

#### Letzte Jahre der Regentschaft
Bereits kurz nach Ende des Guerre folle, am 9. September 1488, starb Franz II. von Bretagne und hinterließ sein Herzogtum seiner einzigen Tochter und Erbin Anne de Bretagne, die erst elf Jahre alt war. Karl VIII. erhob nun Anspruch auf die Bretagne und die Vormundschaft für die junge Herzogin. Doch die Berater Annes de Bretagne und die bretonischen Stände bemühten sich intensiv, die Unabhängigkeit des Herzogtums von Frankreich zu bewahren. So brachen bereits im Januar 1489 neue Gefechte aus. Im Winter 1488/89 nahmen Anne de Beaujeu und ihr Gatte jene Gebiete in Besitz, die sie vom Herzog von Bourbon geerbt hatten. Der mittlerweile 19 Jahre alte französische König ließ sich von seiner Schwester nicht mehr ohne Weiteres leiten, sondern hörte zunehmend auf den Rat anderer Vertrauter. Vorerst blieb sie aber noch Regentin und setzte die Verlängerung der Gefangenschaft des Herzogs von Orléans durch. Dagegen durfte der Herzog von Orange im Februar 1489 in die Bretagne zurückkehren. Anne de Beaujeu hoffte, durch diesen Schritt die am bretonischen Hof bestehenden Differenzen bezüglich der Frage der Verheiratung der jungen Herzogin weiter zu vertiefen. Die Bischöfe von Montauban und Périgueux sowie einige andere Gefangene wurde ebenfalls freigelassen.
Die Kämpfe der französischen Armee in der Bretagne verliefen ohne größeren Erfolg, was u. a. in der Entsendung von Truppen aus England und Spanien zur Unterstützung der Bretonen begründet lag. Auch ein Krieg mit dem Herzog Karl I. von Savoyen drohte auszubrechen, doch wurde ein militärischer Konflikt durch den Besuch des Herzogs am französischen Hof vermieden. Die fortgesetzten Feindseligkeiten zwischen Frankreich und König Maximilian I. an der Grenze zu den Niederlanden fanden durch den Abschluss des Frankfurter Friedens (22. Juli 1489) ihr vorläufiges Ende. Welchen Anteil Anne de Beaujeu an diesen Vorgängen nahm, ist unklar. Sie hielt sich nun vornehmlich in ihrem eigenen Herzogtum auf, wo ihr der König im Dezember 1490 einen Besuch abstattete. Durch ihren Einfluss wurde aber weiterhin der Herzog von Orléans in Bourges in Haft gehalten. Am 16. Dezember 1490 heiratete König Maximilien unter Bruch des Vertrags von Sablé Anne de Bretagne per Prokuration. Dies war für Frankreich nicht hinnehmbar; seine Truppen sollten die Bretagne militärisch unterwerfen, und Maximilian konnte keine größeren Heereseinheiten auf den Kriegsschauplatz entsenden. Anne de Beaujeu und ihr Gemahl führten einen Vertrag mit Alain d’Albret herbei, der sich durch die Heirat Annes de Bretagne mit Maximilian hintergangen fühlte und den Franzosen im März 1491 das stark befestigte Nantes übergab. Wegen der ausbleibenden Militärhilfe Maximilians musste die Bretagne im November 1491 kapitulieren. Die junge Herzogin Anne hatte einen Monat später Karl VIII. zu heiraten; ihre Eheverbindung mit Maximilian wurde annulliert. Dieser außenpolitische Erfolg für Frankreich war ein bedeutendes Verdienst der Regentschaftsregierung der Beaujeu. Indessen hatte der Einfluss Annes de Beaujeu weiter abgenommen; so hatte ihr königlicher Bruder im Juni 1491 die Freilassung des Herzogs von Orléans veranlasst. Damit endete 1491 Annes Regentschaft.

### Späteres Leben
Anne de Beaujeu hatte mit ihrem Gemahl Pierre II. de Bourbon zwei Kinder, einen bereits 1498 im Alter von 22 Jahren verstorbenen Sohn Karl, Herzog von Clermont, und die Tochter Suzanne (1491–1521). Als sie nach dem Ende ihrer Regentschaft Frankreichs als Herzogin von Bourbon gemeinsam mit ihrem Gatten ihre eigenen Ländereien verwaltete, verteidigte sie gegenüber den Bestrebungen des Königtums die Interessen ihres Hauses. Bereits 1487, als der Herzog Jean II. de Bourbon im Sterben lag, hatte sie als Regentin dekretiert, dass bestimmte Lehen des Hauses Bourbon nicht an die Domaine royal fallen durften. Auch hatte sie mit ihrem Gemahl einen Vertrag über die gegenseitige Schenkung ihrer Güter geschlossen. Nach dem frühen Tod Heinrichs VIII. am 7. April 1498 und der darauffolgenden Thronbesteigung von Annes früherem Gegner, dem Herzog von Orléans – der als Ludwig XII. neuer König wurde –,  drohte Anne und ihrem Gatten in Ermangelung männlicher Erben der Verlust ihres Lehnsfürstentums, des Bourbonnais. Gegen Unterstützung seiner Thronfolge erlaubte Ludwig XII. der ehemaligen Regentin Frankreichs, dass sie ihre Tochter Suzanne als Erbin einsetzen durfte (Lettres patentes vom 8. April 1498).
Als Gatten für Suzanne wählten Anne und Pierre de Beaujeu zunächst Louis de Bourbon, Graf von Montpensier, aus. Auf die Intervention König Ludwigs XII. wurde Suzanne jedoch im März 1501 mit Karl IV., Herzog von Alençon, verlobt. Nach dem Tod des Grafen von Montpensier im August 1501 entschieden sich Anne und ihr Gatte für die Auflösung des Verlöbnisses ihrer Tochter und deren Verheiratung mit dem jüngeren Bruder des Verstorbenen, dem späteren Herzog Charles III. de Bourbon-Montpensier. Am 10. Oktober 1503 starb Pierre de Beaujeu im Alter von 64 Jahren. Die verwitwete Anne regierte nun als Vormund ihrer Tochter die bourbonischen Ländereien. Nach einigen Schwierigkeiten mit ihrem Ex-Verlobten vermählte sich Suzanne, die eine fragile Gesundheit hatte, im Mai 1505 mit dem um ein Jahr älteren Charles de Bourbon.
Nach dem Tod ihres Gatten erhielt Anne den Nießbrauch zur Verwaltung der Provinz Forez. Ihre Regierungstätigkeit in diesem Gebiet sowie im Bourbonnais ist durch zahlreiche Urkunden bezeugt. So sorgte sie für die Verschönerung ihrer Schlösser, vor allem jenem von Moulins. Zu ihren wichtigsten Agenten gehörte der Herr von Urfé. Obwohl sie mehrmals in Eigentums- und Administrationsangelegenheiten Konflikte mit dem Klerus austrug und sich in die Ernennung mancher Domherren einmischte, machte sie vielen Kirchen und Klöstern Schenkungen und gönnte der Abtei Souvigny ihre besondere Protektion. Auch setzte sie sich eifrig für die Heiligsprechung des von ihr verehrten Franz von Paola ein.
Anne schrieb zwischen 1503 und 1505 für ihre Tochter Suzanne, als diese etwa 12 Jahre alt war, eine in strengem Ton gehaltene pädagogische Schrift unter dem Titel Enseignements à ma fille („Unterweisungen für meine Tochter“). Dieses kleine Ratgeber-Werk ist eine wichtige Quelle für die Erziehung adliger Mädchen der damaligen Zeit. Darin zitiert Anne de Beaujeu, die in ihrer Bibliothek auch über eine Abschrift des Ratgeberbuchs Livre des Trois Vertus von Christine de Pizan verfügte, u. a. den heiligen Paulus, den heiligen Ambrosius, Boethius und vor allem den Pater Liénard. Sie unterrichtet ihre Tochter, dass auch großer Adel ohne das Vorhandensein von Tugenden wertlos sei. Wahrer Adel komme aus Bescheidenheit, Sanftmut, Barmherzigkeit und Höflichkeit. Anne gibt Suzanne auch Ratschläge zu ihrer Toilette, die weder nachlässig noch kokett sein solle. Ferner finden sich in dem Buch Lektionen zum richtigen Verhalten bei Hof und politische Weisheiten. So solle Suzanne immer eine ehrenhafte Haltung einnehmen, in der Sache unnachgiebig sein, sich nicht auf Versprechungen verlassen und sehr auf ihre Wortwahl achten. Das einzige, einst in der Bibliothek von Sankt Petersburg aufbewahrte und heute verschollene Manuskript von Annes Schrift wurde auf Wunsch ihrer Tochter Suzanne vor 1521 in Lyon gedruckt und 1878 von A.-M. Chazaud neu herausgegeben.
Am königlichen Hof hielt sich Anne nach der Niederlegung der Regentschaft Frankreichs eher selten auf, da sie sich mit Anne de Bretagne nicht vertrug. Während der Herrschaft des 1515 auf den Thron gelangten Königs Franz I. besaßen sie und ihr Schwiegersohn einen gewissen Einfluss, an dem die Mutter des Königs, Luise von Savoyen, Anstoß nahm, obwohl sie früher von Anne, etwa im Hinblick auf ihre Heirat, gefördert worden war. Der frühe Tod ihrer Tochter Suzanne († 28. April 1521) traf Anne schwer. Nun erhob Luise von Savoyen unter Berufung auf fragwürdige Rechte Anspruch auf das bourbonische Erbe, das Suzanne ihrem Gatten Charles de Bourbon vermacht hatte. Zu diesem hatte Anne ein ausgezeichnetes Verhältnis; daher war sie über die Beschlagnahmung der Güter des Connétable bestürzt, der sich mit König Franz I. zerstritten hatte. Anne riet ihrem Schwiegersohn, sich mit Kaiser Karl V. zu verbünden. Vorsichtshalber testierte Charles de Bourbon am 1. Juli 1521 zu Gunsten seiner Schwiegermutter. Aber Anne fühlte sich in ihrem Stolz verletzt. Während der Fall vor dem Parlement de Paris verhandelt wurde, erkrankte sie in Chantelle. Sie vermachte ihren Besitz testamentarisch ihrem Schwiegersohn und starb am 14. November 1522 im Alter von 61 Jahren in Chantelle. Ihr Leichnam wurde in der neuen Kapelle der Cluniazenser-Priorei von Souvigny an der Seite ihres Ehemanns und ihrer Tochter beigesetzt. Ihr Grab blieb nicht erhalten.
Es sind einige Briefe von Anne sowie ihr Testament in der Französischen Nationalbibliothek vorhanden. Porträts von ihr finden sich u. a. auf Emailarbeiten und Miniaturen, auf einem Triptychon in der Kathedrale von Moulins, wo sie mit ihrem Gatten und ihrer Tochter dargestellt ist, sowie auf zwei Glasfenstern derselben Kathedrale.

## Nachkommen
- Karl (1476–1498), Herzog von Clermont
- Suzanne de Bourbon-Beaujeu (1491–1521), ⚭ 1505 Herzog Karl III. von Bourbon